# Peter Griffin (rajzfilmszereplő)
Justin Peter Löwenbräu Griffin a Family Guy című amerikai televíziós rajzfilmsorozat szereplője. Eredeti hangját a sorozat alkotója, Seth MacFarlane adja (magyar hangja Kerekes József). Ő tekinthető a műsor főszereplőjének, mivel legtöbbször ő, a családja vagy a baráti köre van a cselekmény középpontjában. Felesége Lois Griffin, három gyermeke pedig Meg, Chris és Stewie. Van egy beszélő, teljesen antropomorf kutyája, Brian, akivel jó barátságot ápol. A karaktere MacFarlane korábbi sorozatának, "Larry shorts" főszereplőjén alapul, akit Larry-nek hívtak. Rendkívül túlsúlyos és szellemileg sem tökéletes. Először az első, A halál árnyékában című epizódban tűnt fel.

## Szerepe a Family Guyban
Peter Griffin egy szemüveges, elhízott középosztálybeli ír-amerikai munkás. Eredeti hangján jellegzetes Rhode Island-i és Kelet-Massachusets-i akcentussal beszél. Peter és a felesége, Lois három gyereket nevelnek: Meget, Christ és Stewie-t. Vér szerinti apja Mickey McFinnagan, egy alkoholista ír, őt pedig anyja, Thelma, és a mostohaapja, Francis Griffin neveltek fel. Peter és családja Rhode Island állam egy kitalált városában, Quahogban élnek, amit Providence után modelleztek. Peter a kezdeti epizódokban a Kockafej Játékgyárban dolgozott mint minőségellenőr, egészen addig, amíg főnöke, Jonathan Weed meg nem fulladt egy náluk rendezett vacsorán. Ezután többféle állást kipróbált, volt lovag a reneszánsz vásáron, majd halászként dolgozott. Végül a Pawtucket Sörgyárnál helyezkedett el a szállítmányozási részlegen. Bizonyos epizódokban illetve a bevágott jelenetekben más munkákat is végez, volt például a New England Patriots játékosa is. Ősellensége Ernie, egy óriási sárga kakas, akivel egyes epizódokban percekig verekednek, elpusztítva maguk körül mindent.

## Karaktere
Peter Griffin karaktere először 1995-ben kezdett formálódni, amikor Seth McFarlane animációt tanult. Ekkor csinálta a "The Life of Larry" című kisfilmet, mely a vizsgafilmje is volt, és amelynek köszönhetően felvették a Hanna-Barberához. Itt elkészítette a film folytatását, a "Larry & Steve" című kisfilmet. Larry egy középkorú férfi volt, Steve pedig a beszélő kutyája. 1997-ben a Cartoon Network levetítette az epizódot, amire felfigyelt a Fox csatorna is, és arra kérték McFarlane-t, hogy készítsen belőle sorozatot. Ez volt a Family Guy kezdete. A Fox 50 ezer dollárt adott egy 15 perces pilot kisfilm elkészítésére, ennek során formálódott Larry és Steve karaktere, és alakult át Peterré és Brianné.
Eredeti hangját kitalálója, Seth McFarlane kölcsönzi, aki a sorozatban számos más szereplő hangját is adja. A hanghoz az inspirációt egy biztonsági őr adta, akit még az iskolai évekből ismert.

## Személyisége
Peter egy sztereotipikus családos munkásember, aki gyakran részegedik le együtt barátaival: Glenn Quagmire-rel, Cleveland Brown-nal és Joe Swansonnal a Részeges Kagyló nevű kocsmában. Viselkedését és személyiségét magyarázza az a tény, hogy szellemi képességei meglehetősen szegényesek. Az egyik epizód tanúsága szerint IQ-szintje igen alacsony, mindössze 70-es, ami gyakorlatilag a retardáltságnak felel meg. Peter híres az impulzivitásáról, ami sokszor hozza kellemetlen helyzetbe családtagjait. Pusztán kíváncsiságból képes teljesen új életstílust felvenni, ha meglátja, hogy mások hogyan élnek. Sokszor látható, hogy betegesen féltékeny Loisra. Figyelme nagyon könnyen terelhető, bármilyen hülyeséget is talál ki, azt képes egyik pillanatról a másikra abbahagyni és valami újba kezdeni. Sokszor mutatkozik naivnak, egy epizódban például azt hiszi, hogy ha kerozinnal tankolja meg a kocsiját, akkor az repülni fog.
Három gyerekével különféle kapcsolatban van. Legidősebb gyerekét, egyetlen lányát, Meget gyakran szekírozza, ugyanakkor bizonyos epizódokban szerető apaként mutatkozik, egy alkalommal pedig meg is vallja, hogy csak a külvilág felé játssza meg a gonoszkodást. Legkisebb gyerekével, Stewie-vel inkább felszínes a kapcsolata, csak alkalmanként kerülnek közösen kalandokba. Másik fia, Chris gyakran kér tőle tanácsot, ám ilyenkor gyakran pont az ellenkezőjét mondja annak, mint amit mondania kellene.
Legjobb barátja kutyája, Brian, aki beszélni is tud, és aki sokszor az ellenpontját képezi, az értelem hangját az őrült ötleteivel szemben. Brian nagyon hálás Peternek, amiért befogadta őt az utcáról, és ezt mindig kimutatja - egy ízben például a fél veséjét is odaadta volna neki.
Mielőtt Peter megszületett volna, anyja, Thelma Mexikóba utazott, hogy elvetesse őt, de időközben megszületett, és ekkor meggondolta magát. Ebből később akadtak is bonyodalmak, ugyanis Peter a hatályos törvények alapján mexikói állampolgárnak volt tekintendő. Vér szerinti apja Mickey McFinnagan volt, egy részeges ír, aki megtagadta a fiát, amikor az meglátogatta, mígnem az asztal alá nem itta őt. Nevelőapja, Francis Griffin egy bigott katolikus férfi volt.